# Nihon Aircraft Manufacturing Corporation

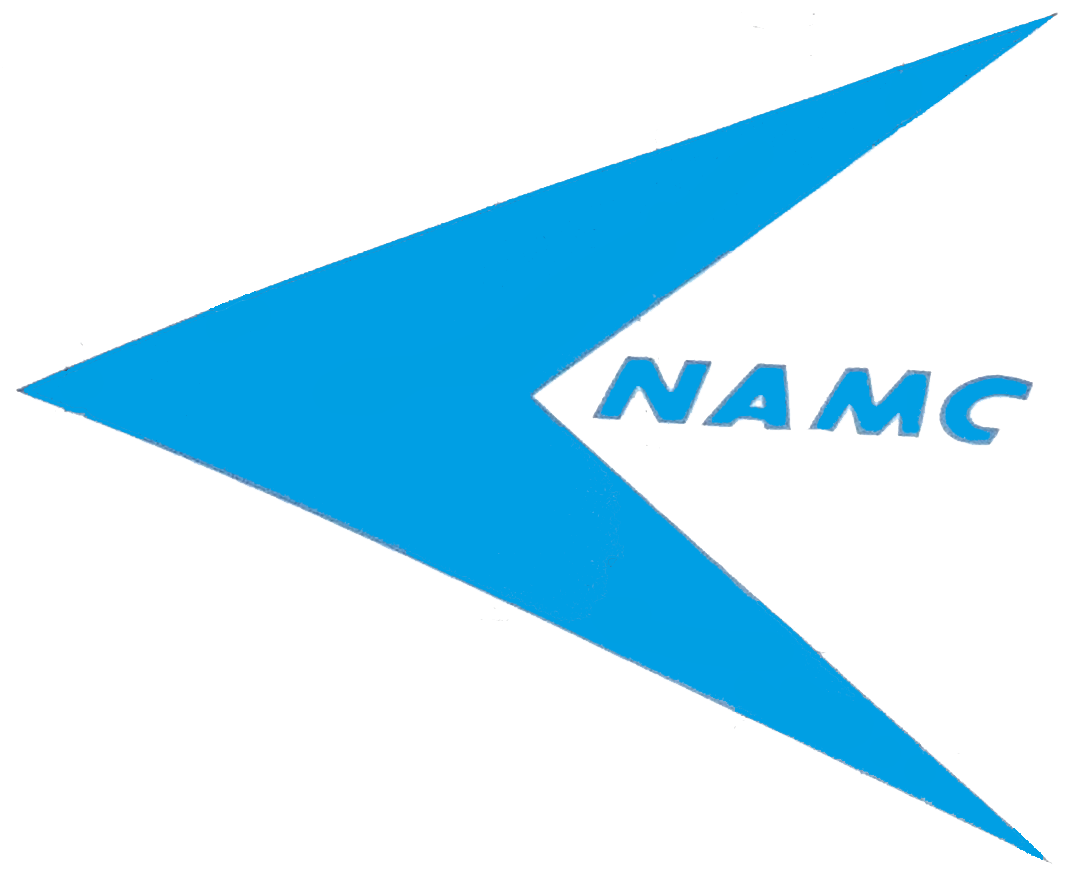
Logo Nihon Aircraft Manufacturing Corporation

Nihon Aircraft Manufacturing Corporation – japońskie konsorcjum firm odpowiedzialnych za budowę pasażerskiego samolotu NAMC YS-11.

## Historia
Nihon Aircraft Manufacturing Corporation (NAMC) zostało powołanie do życia w kwietniu 1954 roku decyzją japońskiego Ministerstwa Międzynarodowego Handlu i Przemysłu (Ministry of International Trade and Industry). Celem konsorcjum, w którego skład wchodziły Mitsubishi Heavy Industries, Fuji Heavy Industries, Shinmeiwa Manufacturing, Sumitomo, Japan Aircraft, Showa Aircraft i Kawasaki Heavy Industries była budowa turbośmigłowego samolotu pasażerskiego przeznaczonego do obsługi średnich i krótkich tras. Nowa maszyna, oznaczona jako YS-11 miała zastąpić pamiętający czasy II wojny światowej, szeroko wykorzystywany w Japonii samolot Douglas DC-3. 30 sierpnia 1962 do swojego dziewiczego lotu wzbił się YS-11, który osiągnął duży sukces komercyjny. Wyprodukowano łącznie 182 egzemplarze. Sukces samolotu zachęcił do dalszych prac, których efektem miały być maszyny NAMC YS-11J oraz NAMC YS-33. Niestety obydwie konstrukcje powstały jedynie na papierze. Kryzys paliwowy z 1973 roku pokrzyżował plany japońskiej wytwórni i obydwa projekty zostały anulowane a konsorcjum zostało rozwiązane 23 marca 1983 roku.